# 三夜沢町
三夜沢町（みよさわまち）は、群馬県前橋市の地名。旧宮城村時代は、住所で勢多郡宮城村大字三夜沢の次にくる地名。面積は4.69km2(2013年現在)。郵便番号は371-0247。丁目はなく住所ののち○○○○と番号が振られる。

## 地理
前橋市の北部、赤城山の南麓で、荒砥川上流域に位置している。
東には鼻毛石町、西と南には柏倉町、北には苗ヶ島町が隣接している。

### 河川
- 荒砥川

## 歴史
南北朝時代頃からある地名である。江戸時代を通して赤城神社領だった。同町に残る赤城神社へと続く松並木は慶長17年に大前田村（現大前田町）の川東彦兵衛が寄進したもので、苗木は太田の金山から取り寄せた。

### 年表
- 1889年 （明治22年）- 町村制が施行され、7ヶ村が合併し、群馬県勢多郡宮城村大字三夜沢となる。
- 1917年（昭和46年）7月 - 赤城山の一部を編入する。
- 1994年（平成 6年）- ミートパラダイス「とんとん広場」（現:林牧場福豚の里とんとん広場）が開設される。
- 2004年 （平成16年）- 平成の大合併で宮城村は、大胡町、粕川村とともに前橋市に合併し、群馬県前橋市三夜沢町となる。
- 2017年（平成29年）5月12日 - 当町の全域が区域となっている、前橋・赤城地域がチッタスロー国際連盟に加盟する[6]。

## 世帯数と人口
2017年（平成29年）8月31日現在の世帯数と人口は以下の通りである。
| 町丁     | 世帯数  | 人口  |
| -------- | ------- | ----- |
| 三夜沢町 | 106世帯 | 222人 |

## 小・中学校の学区
市立小・中学校に通う場合、学区は以下の通りとなる。
| 番地 | 小学校             | 中学校             |
| ---- | ------------------ | ------------------ |
| 全域 | 前橋市立宮城小学校 | 前橋市立宮城中学校 |

## 交通

### 鉄道
近隣の茂木町に上毛電気鉄道上毛線大胡駅があるが、町内には鉄道駅がない。

### バス
赤城タクシーが運行を行っているデマンドバス方式のふるさとバスがある。

### 道路
国道は国道353号、県道は群馬県道16号大胡赤城線が通過。

## 施設
- 赤城神社
- 林牧場福豚の里とんとん広場

## 避難所
当町が避難対象区域となった場合、隣接する鼻毛石町にある前橋市立宮城中学校に避難する。